# Liste der Baudenkmäler in Pirk
Auf dieser Seite sind die Baudenkmäler in der Oberpfälzer Gemeinde Pirk zusammengestellt. Diese Tabelle ist eine Teilliste der Liste der Baudenkmäler in Bayern. Grundlage ist die Bayerische Denkmalliste, die auf Basis des Bayerischen Denkmalschutzgesetzes vom 1. Oktober 1973 erstmals erstellt wurde und seither durch das Bayerische Landesamt für Denkmalpflege geführt wird. Die folgenden Angaben ersetzen nicht die rechtsverbindliche Auskunft der Denkmalschutzbehörde.

## Baudenkmäler nach Ortsteilen

### Pirk
| Lage                                      | Objekt                                              | Beschreibung | Akten-Nr.    | Bild                                                |
| ----------------------------------------- | --------------------------------------------------- | --- | ------------ | --------------------------------------------------- |
| Braugasse 5 (Standort)                    | Ehemaliges Landsassengut, sogenanntes Neues Schloss | Dreigeschossiger Walmdachbau mit geohrten Fensterrahmungen, nach Osten zweigeschossiger Satteldachbau mit Putzrahmungen, im Kern 17./18. Jahrhundert, verändert                                                                                  | D-3-74-146-1 | Ehemaliges Landsassengut, sogenanntes Neues Schloss |
| Am Marterlacker ()                        | Feldkreuz                                           | Gusseisen auf Steinsockel, 2. Hälfte 19. Jahrhundert (nicht nachqualifiziert, im Bayerischen Denkmal-Atlas nicht kartiert) | D-3-74-146-8 |                                                     |
| Kirchenstraße 2 (Standort)                | Heiliger Johannes von Nepomuk                       | Granit, auf geschweiftem Sockel mit Inschrift, 18. Jahrhundert | D-3-74-146-2 | Heiliger Johannes von Nepomuk                       |
| Kohlschlag (Standort)                     | Kruzifix                                            | Gusseisen auf Steinsockel, bezeichnet 1892; am Waldrand am alten Hochdorfer Weg | D-3-74-146-7 | BW                                                  |
| Nähe Kapellenweg (Standort)               | sogenannte Kleine Kapelle                           | Kleiner Satteldachbau über rechteckigem Grundriss, Giebelseite mit Pilasterrahmung, 1. Hälfte 19. Jahrhundert; Kruzifix, Holzkreuz mit Blechtafelfigur, 19. Jahrhundert                                                                          | D-3-74-146-5 | BW                                                  |
| Rathausplatz 7; Rathausplatz 9 (Standort) | Katholische Kirche Mariä Heimsuchung                | Saalkirche mit Walmdach und eingezogenem, fünfseitig geschlossenem Chor, Chorscheitelturm mit Pyramidendach, um 1770, Turm im Kern älter; mit Ausstattung Friedhofskreuz, Gusseisenkruzifix mit Beifigur, 19. Jahrhundert, auf erneuertem Sockel | D-3-74-146-3 | weitere Bilder                                      |
| Von Pirk nach Pischeldorf (Standort)      | Wegkreuz                                            | Gusseisenkruzifix mit Schrifttafel auf Granitsockel, um 1900 | D-3-74-146-6 | BW                                                  |

### Au
| Lage                    | Objekt    | Beschreibung                                                                                        | Akten-Nr.    | Bild |
| ----------------------- | --------- | --------------------------------------------------------------------------------------------------- | ------------ | ---- |
| Bacherwiesen (Standort) | Feldkreuz | Gusseisenkruzifix mit Beifigur auf gestuftem Granitsockel mit geschweiftem Aufsatz, bezeichnet 1899 | D-3-74-146-9 | BW   |

### Engleshof
| Lage                            | Objekt                | Beschreibung | Akten-Nr.     | Bild |
| ------------------------------- | --------------------- | --- | ------------- | ---- |
| Matzlesberger Straße (Standort) | Wegkreuz              | Holzkruzifix, farbig gefasst, um 1900 | D-3-74-146-11 | BW   |
| Gleitsbach (Standort)           | Straßenbrücke         | Zugehörig zur früheren Dorfstraße nach Matzlesberg, Bogenbrücke aus Quadersteinen, mit abgeschrägten Böschungsmauern, 18./Anfang 19. Jahrhundert | D-3-74-146-29 | BW   |
| In Engleshof (Standort)         | Kruzifix mit Beifigur | Holz, farbig gefasst, wohl 18./19. Jahrhundert; an moderner Ortskapelle                                                                          | D-3-74-146-10 | BW   |
| In Engleshof (Standort)         | Wegkreuz              | Gusseisenkruzifix mit Sockelfiguren auf geböschtem Granitsockel, bezeichnet 1930, Kruzifix wohl älter                                            | D-3-74-146-36 | BW   |
| Kr NEW 28 (Standort)            | Wegkreuz              | Granitsockel mit Gusseisenkruzifix, bezeichnet 1900, an der Kreisstraße Richtung Luhe beim Ortseingang nach Engleshof                            | D-3-74-146-38 | BW   |

### Enzenrieth
| Lage                     | Objekt                            | Beschreibung | Akten-Nr.     | Bild |
| ------------------------ | --------------------------------- | --- | ------------- | ---- |
| Enzenrieth 12 (Standort) | Dorfkreuz                         | Holzkruzifix mit Muttergottesfigur, farbig gefasst, 19. Jahrhundert, Kreuz erneuert                                                   | D-3-74-146-14 | BW   |
| Enzenrieth 11 (Standort) | Gasthaus, sogenanntes Schlösschen | Zweigeschossiger Walmdachbau, im Kern 17./18. Jahrhundert, eingeschossiger Anbau mit Mansardwalmdach nach Norden wohl 20. Jahrhundert | D-3-74-146-13 | BW   |
| Enzenrieth 12 (Standort) | Katholische Kirche St. Georg      | Saalkirche mit Satteldach und kurviert dreiseitig geschlossenem Chor, Dachreiter mit Spitzhelm, 1849; mit Ausstattung                 | D-3-74-146-12 | BW   |
| Enzenrieth 11 (Standort) | Wegkreuz, sogenanntes Pauschkreuz | Gusseisenkruzifix mit Schrifttafel, bezeichnet 1887, auf modernem Granitsockel                                                        | D-3-74-146-16 | BW   |
| In Enzenrieth (Standort) | Wegkreuz                          | Gusseisenkruzifix mit Sockelfigur, auf zylindrischem Granitsockel, 2. Hälfte 19. Jahrhundert                                          | D-3-74-146-15 | BW   |
| In Enzenrieth (Standort) | Wegkreuz                          | Gusseisenkruzifix mit Sockelfiguren auf gestuftem Granitsockel, bezeichnet 1906                                                       | D-3-74-146-32 | BW   |
| Leite (Standort)         | Wegkreuz                          | Gusseisenkruzifix mit Sockelfiguren auf obeliskartigem, gestuften Granitsockel mit Inschrift, 2. Hälfte 19. Jahrhundert               | D-3-74-146-33 | BW   |
| Enzenrieth 1 (Standort)  | Wegkreuz                          | Gusseisenkruzifix auf poliertem Granitsockel mit Inschrift, bezeichnet 1886                                                           | D-3-74-146-34 | BW   |
| Poppenhof (Standort)     | Waldkapelle                       | Steildachbau, dreiseitig geschlossen, mit offener Vorhalle nach Osten, Dachreiter mit Zwiebelhaube, bez. 1946–47; mit Ausstattung     | D-3-74-146-31 | BW   |

### Hochdorf
| Lage                             | Objekt                              | Beschreibung                                                                                              | Akten-Nr.     | Bild |
| -------------------------------- | ----------------------------------- | --- | ------------- | ---- |
| Hochdorf 8 (Standort)            | Wegkapelle                          | Steildachbau mit wenig eingezogenem, dreiseitig geschlossenem Chor, neugotisch, 2. Hälfte 19. Jahrhundert | D-3-74-146-18 | BW   |
| In Hochdorf (Standort)           | Dorfkreuz                           | Holzkruzifix mit Muttergottesfigur, farbig gefasst, 19. Jahrhundert, Kreuz modern                         | D-3-74-146-17 | BW   |
| Am Aschbach (Standort)           | Steinsockel, sogenanntes Blasnkreuz | Gusseisenkruzifix abgegangen, Ende 19. Jahrhundert; am alten Waldweg zwischen Luhe und Hochdorf           | D-3-74-146-20 | BW   |
| Dürrenberg; Kr NEW 30 (Standort) | Wegkreuz                            | Gusseisenkruzifix mit Sockelfiguren auf poliertem Granitschaft, 2. Hälfte 19. Jahrhundert                 | D-3-74-146-35 | BW   |

### Matzlesberg
| Lage                                     | Objekt                            | Beschreibung                                                                                           | Akten-Nr.     | Bild |
| ---------------------------------------- | --------------------------------- | --- | ------------- | ---- |
| in Matzlesberg (Standort)                | Glockenturm                       | Holzbau mit einer Glocke, nach 1900, später erneuert                                                   | D-3-74-146-23 | BW   |
| Holzwiesen (Standort)                    | Ortskapelle                       | Steildachbau, dreiseitig geschlossen, Dachreiter mit Zwiebelhaube, wohl um 1900; mit Ausstattung       | D-3-74-146-22 | BW   |
| Matzlesberg 1 (Standort)                 | Wohnstallhaus eines Dreiseithofes | Eingeschossiger Steildachbau mit profilierten Werksteingewänden, nach Süden Stallteil, bezeichnet 1868 | D-3-74-146-21 | BW   |
| Steinbügel (Standort)                    | Wegkreuz                          | Gusseisenkruzifix mit Sockelfigur auf poliertem Granitsockel, neugotisch, bezeichnet 1880              | D-3-74-146-24 | BW   |
| Heidbühl (Standort)                      | Wegkreuz                          | Gusseisenkruzifix mit Sockelfigur auf bildstockartigem Granitsockel, neugotisch, bezeichnet 1881       | D-3-74-146-25 | BW   |
| In Matzlesberg; Matzlesberg 5 (Standort) | Wegkreuz                          | Gusseisenkruzifix mit Muttergottesfigur auf geböschtem Granitsockel, bezeichnet 1921                   | D-3-74-146-37 | BW   |

### Pischeldorf
| Lage                      | Objekt                        | Beschreibung                                                                                                  | Akten-Nr.     | Bild |
| ------------------------- | ----------------------------- | --- | ------------- | ---- |
| Pischeldorf 14 (Standort) | Wegkreuz                      | Gusseisenkruzifix mit Beifigur und Schrifttafel, auf profiliertem Granitsockel mit Inschrift, bezeichnet 1870 | D-3-74-146-27 | BW   |
| In Pischeldorf (Standort) | Kruzifix mit Holztafelfiguren | Wohl 18./19. Jahrhundert                                                                                      | D-3-74-146-28 | BW   |

## Ehemalige Baudenkmäler
In diesem Abschnitt sind Objekte aufgeführt, die früher einmal in der Denkmalliste eingetragen waren, jetzt aber nicht mehr. Objekte, die in anderem Zusammenhang also z. B. als Teil eines Baudenkmals weiter eingetragen sind, sollen hier nicht aufgeführt werden. Aktennummern in diesem Abschnitt sind ehemalige, jetzt nicht mehr gültige Aktennummern.

| Lage                             | Objekt                                    | Beschreibung | Akten-Nr.            | Bild |
| -------------------------------- | ----------------------------------------- | --- | -------------------- | ---- |
| Rathausplatz 12 (Standort)       | Ehemaliger Wohnteil eines Wohnstallhauses | um 1800, mit Tür- und Fensterrahmungen | nicht mehr vorhanden | BW   |
| am alten Weg nach Luhe ()        | Feldkreuz                                 | Gusseisen auf Steinsockel, 2. Hälfte 19. Jahrhundert; am alten Weg nach Luhe nicht nachqualifiziert, im BayernViewer-denkmal nicht kartiert | nicht mehr vorhanden |      |
| am alten Weg nach Lückenrieth () | Granitsäule                               | mit ausgehauenen Kreuzen, nachmittelalterlich; am alten Weg nach Lückenrieth nicht nachqualifiziert, im BayernViewer-denkmal nicht kartiert | nicht mehr vorhanden |      |